# Guanambi
Guanambi este un oraș în statul Bahia (BA) din Brazilia.